# 基富通證券
基富通證券（FundRich Securities），是台灣一家證券公司和基金網路銷售平台，設立於2015年12月15日。2016年1月27日，基富通取得正式營業執照。基富通一度連續四年虧損，直到2021年才扭虧為盈。

## 外部連結
- FundRich 基富通官網 （页面存档备份，存于）（繁體中文）
- FundRich 基富通證券的Facebook專頁粉絲團
- YouTube上的FundRich 基富通證券頻道
- FundRich 基富通證券  SlideShare （页面存档备份，存于）